# 工经学院站
工经学院站位于中华人民共和国安徽省合肥市包河区花山路与祁门路交叉口地下，是合肥轨道交通4号线的地铁车站，工程站名石台路站，得名自安徽工业经济职业技术学院。

## 车站结构
工经学院站位于祁门路与花山路交叉口，沿花山路南北向布置，车站为地下两层单柱双跨岛式站台，站台宽度12m，设4个出入口，2组风亭，1座冷却塔。